# Oaza antarktyczna

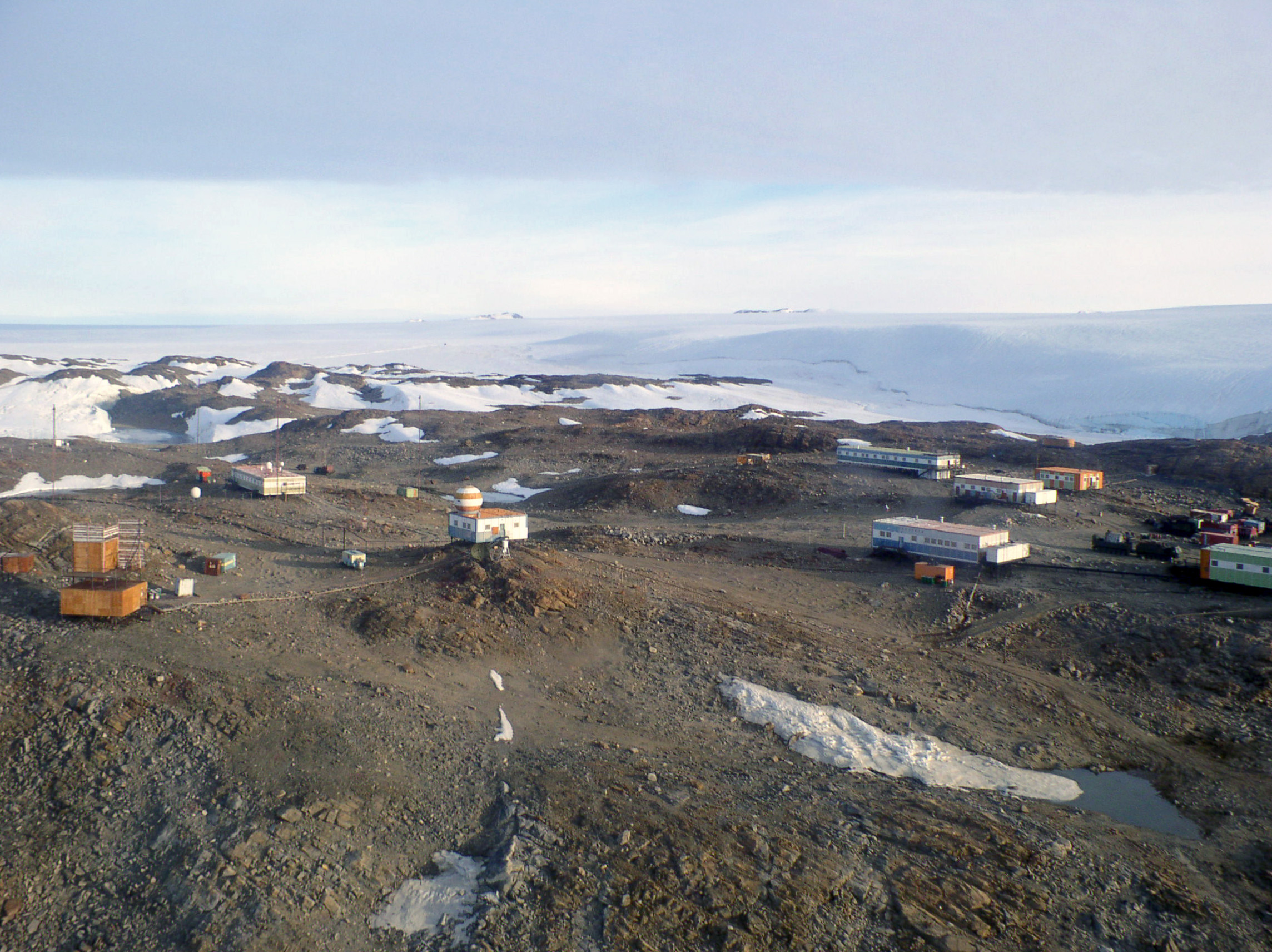
Stacja Nowołazariewskaja położona w oazie Schirmachera

Oaza antarktyczna – leżący na Antarktydzie teren wolny od pokrywy lodowej.

## Pochodzenie terminu
Termin „oaza” dla określenia niezlodowaconego fragmentu kontynentu antarktycznego został po raz pierwszy użyty w 1936 przez Alfreda Stephensona z brytyjskiej wyprawy, przez analogię z oazami na pustyniach. W 1957, a potem w 1968 radzieccy badacze nadali mu węższe znaczenie, związane z meteorologią: miał on oznaczać wyłącznie obszary, w których ablacja pokrywy lodowcowej sprawia, że lokalnie lód nie występuje. Definicja taka wyłącza spod terminu nunataki, przybrzeżne urwiska, półwyspy, wyspy i obszary, w których warunki topograficzne uniemożliwiają utrzymywanie się lodu. Ta ostatnia grupa obejmuje największe na Antarktydzie tereny wolne od lodu: Suche Doliny na Ziemi Wiktorii i Oazę Amery’ego, ograniczoną przez duże lodowce.

## Warunki
Oazy generalnie nie muszą być obszarami, w których opady są szczególnie małe. Przeważnie oazy położone są w strefie przybrzeżnej o klimacie łagodniejszym niż w głębi kontynentu; większość leży nad otwartym morzem, choć oazy Bungera i Schirmachera są oddzielone od morza przez lodowce szelfowe. Wszystkie noszą ślady istnienia w przeszłości pokrywy lodowcowej. Często występują powierzchniowe jeziora i niewielkie cieki wodne. Dzięki istnieniu rozmaitych nisz ekologicznych występuje różnorodna fauna. W części oaz antarktycznych rośnie także prymitywna roślinność – mchy i porosty na podłożu skalnym.

## Lista
Poniższa tabela opisuje największe pod względem powierzchni i niektóre spośród mniejszych oaz. Podane są także stacje polarne położone w ich obrębie:
| Oaza                              | Powierzchnia [km²] | Opis | Stacje polarne                    |
| --------------------------------- | ------------------ | --- | --------------------------------- |
| McMurdo Dry Valleys               | 4800               | Górskie doliny o ekstremalnie surowym klimacie                                                             | –                                 |
| Oaza Amery’ego                    | >1800              | Obszar na styku Lodowca Lamberta i Lodowca Szelfowego Amery’ego, z dużym jeziorem episzelfowym Beaver Lake | Sojuz                             |
| Oaza Bungera                      | 950                | Nadmorskie wzgórza otoczone przez lód, z dużą liczbą słodkowodnych jezior                                  | Dobrowolski, Edgeworth David      |
| Vestfold Hills                    | 413                | Niskie wzgórza sąsiadujące z otwartym morzem                                                               | Davis                             |
| Stillwell Hills                   | 96                 | Wzgórza tworzące jeden większy półwysep i przyległe wyspy                                                  | –                                 |
| Windmill Islands (Oaza Grearsona) | 75                 | Cztery większe półwyspy (łącznie 40 km²), mniejsze półwyspy i wyspy                                        | Casey                             |
| Larsemann Hills                   | ~50                | Dwa duże półwyspy                                                                                          | Progress, Zhongshan, Bharati, Law |
| Oaza Schirmachera                 | 34                 | Podłużny obszar między lodowcem na kontynencie a lodem szelfowym, z licznymi niewielkimi jeziorami         | Nowołazariewskaja, Maitri         |